# Tour de La Rioja 2016
La 56e édition du Tour de La Rioja a eu lieu le 3 avril 2016. La course fait partie du calendrier UCI Europe Tour 2016 en catégorie 1.1.
L'épreuve a été remportée lors d'un sprint massif par l'Australien Michael Matthews (Orica-GreenEDGE) qui s'impose respectivement devant le Russe Sergey Shilov (Équipe nationale de Russie) et l'Espagnol Carlos Barbero (Caja Rural-Seguros RGA). Cependant Sergey Shilov est contrôlé positif au Meldonium après la course et il est déclassé par l'UCI.
L'Espagnol Antonio Molina (Caja Rural-Seguros RGA) gagne le classement de la montagne tandis que le Dominicain Diego Milán (Inteja-MMR Dominican) s'adjuge le classement des Metas Volantes. Les Espagnols Daniel López (Burgos BH), meilleur jeune, et Pablo Torres (Burgos BH), vainqueur du classement du combiné, s'adjugent les autres classements annexes. Pour finir la formation portugaise W52-FC Porto finit meilleure équipe.

## Présentation

### Équipes
Classé en catégorie 1.1 de l'UCI Europe Tour, le Tour de La Rioja est par conséquent ouvert aux WorldTeams dans la limite de 50 % des équipes participantes, aux équipes continentales professionnelles, aux équipes continentales et aux équipes nationales.
Seize équipes participent à ce Tour de La Rioja - deux WorldTeams, trois équipes continentales professionnelles, neuf équipes continentales et deux équipes nationales :
| UCI WorldTeams  | UCI WorldTeams | UCI WorldTeams |
| Nom de l'équipe | Pays           | Code           |
| --------------- | -------------- | -------------- |
| Movistar        | Espagne        | MOV            |
| Orica-GreenEDGE | Australie      | OGE            |

| Équipes continentales professionnelles | Équipes continentales professionnelles | Équipes continentales professionnelles |
| Nom de l'équipe                        | Pays                                   | Code                                   |
| -------------------------------------- | -------------------------------------- | -------------------------------------- |
| Caja Rural-Seguros RGA                 | Espagne                                | CJR                                    |
| Novo Nordisk                           | États-Unis                             | TNN                                    |
| ONE                                    | Royaume-Uni                            | ONE                                    |

| Équipes continentales         | Équipes continentales  | Équipes continentales |
| Nom de l'équipe               | Pays                   | Code                  |
| ----------------------------- | ---------------------- | --------------------- |
| Burgos BH                     | Espagne                | BUR                   |
| Euskadi Basque Country-Murias | Espagne                | EUS                   |
| Inteja-MMR Dominican          | République dominicaine | DCT                   |
| Louletano-Hospital de Loulé   | Portugal               | LHL                   |
| Manzana Postobón              | Colombie               | MZN                   |
| Massi-Kuwait Project          | Koweït                 | KCP                   |
| Rádio Popular-Boavista        | Portugal               | RPB                   |
| Rietumu-Delfin                | Lettonie               | RBD                   |
| W52-FC Porto                  | Portugal               | W52                   |

| Équipes nationales         | Équipes nationales | Équipes nationales |
| Nom de l'équipe            | Pays               | Code               |
| -------------------------- | ------------------ | ------------------ |
| Équipe nationale d'Espagne | Espagne            | ESP                |
| Équipe nationale de Russie | Russie             | RUS                |

### Primes
Les vingt prix sont attribués suivant le barème de l'UCI,. Le total général des prix distribués est de 14 477 €.
| Position | 1er     | 2e      | 3e      | 4e    | 5e    | 6e    | 7e    | 8e    | 9e    | 10e à 20e |
| Prix     | 5 785 € | 2 895 € | 1 445 € | 715 € | 580 € | 433 € | 433 € | 287 € | 287 € | 147 €     |

## Classements

### Classement final
| Classement final | Classement final         | Classement final | Classement final            | Classement final   |
|                  | Coureur                  | Pays             | Équipe                      | Temps              |
| ---------------- | ------------------------ | ---------------- | --------------------------- | ------------------ |
| 1er              | Michael Matthews         | Australie        | Orica-GreenEDGE             | en 3 h 47 min 20 s |
| 2e               | Sergey Shilov            | Russie           | Équipe nationale de Russie  | m.t                |
| 3e               | Carlos Barbero           | Espagne          | Caja Rural-Seguros RGA      | m.t                |
| 4e               | Samuel Caldeira          | Portugal         | W52-FC Porto                | m.t                |
| 5e               | Daniel Freitas           | Portugal         | W52-FC Porto                | m.t                |
| 6e               | Māris Bogdanovičs        | Lettonie         | Rietumu-Delfin              | m.t                |
| 7e               | Yanto Barker             | Royaume-Uni      | ONE                         | m.t                |
| 8e               | Vicente García de Mateos | Espagne          | Louletano-Hospital de Loulé | m.t                |
| 9e               | Vadim Zhuravlev          | Russie           | Équipe nationale de Russie  | m.t                |
| 10e              | Juan Ignacio Pérez       | Espagne          | W52-FC Porto                | m.t                |
| modifier         |                          |                  |                             |                    |

### Classements annexes
| Classement de la montagne | Classement de la montagne | Classement de la montagne | Classement de la montagne | Classement de la montagne |
| ------------------------- | ------------------------- | ------------------------- | ------------------------- | ------------------------- |
|                           | Coureur                   | Pays                      | Équipe                    | Point(s)                  |
| 1er                       | Antonio Molina            | Espagne                   | Caja Rural-Seguros RGA    | 6 points                  |
| 2e                        | Pablo Torres              | Espagne                   | Burgos BH                 | 2 pts                     |
| 3e                        | Dion Smith                | Nouvelle-Zélande          | ONE                       | 2 pts                     |
| modifier                  |                           |                           |                           |                           |

| Classement des Metas Volantes | Classement des Metas Volantes | Classement des Metas Volantes | Classement des Metas Volantes | Classement des Metas Volantes |
| ----------------------------- | ----------------------------- | ----------------------------- | ----------------------------- | ----------------------------- |
|                               | Coureur                       | Pays                          | Équipe                        | Point(s)                      |
| 1er                           | Diego Milán                   | République dominicaine        | Inteja-MMR Dominican          | 3 points                      |
| 2e                            | Pablo Torres                  | Espagne                       | Burgos BH                     | 3 pts                         |
| 3e                            | Francisco Cantero             | Espagne                       | Louletano-Hospital de Loulé   | 2 pts                         |
| modifier                      |                               |                               |                               |                               |

| Classement du meilleur jeune | Classement du meilleur jeune | Classement du meilleur jeune | Classement du meilleur jeune | Classement du meilleur jeune |
|                              | Coureur                      | Pays                         | Équipe                       | Temps                        |
| ---------------------------- | ---------------------------- | ---------------------------- | ---------------------------- | ---------------------------- |
| 1er                          | Daniel López                 | Espagne                      | Burgos BH                    | en 3 h 47 min 20 s           |
| 2e                           | Jon Irisarri                 | Espagne                      | Équipe nationale d'Espagne   | m.t                          |
| 3e                           | Ēriks Toms Gavars            | Lettonie                     | Rietumu-Delfin               | m.t                          |
| modifier                     |                              |                              |                              |                              |

| Classement du combiné | Classement du combiné | Classement du combiné | Classement du combiné  | Classement du combiné |
| --------------------- | --------------------- | --------------------- | ---------------------- | --------------------- |
|                       | Coureur               | Pays                  | Équipe                 | Point(s)              |
| 1er                   | Pablo Torres          | Espagne               | Burgos BH              | 85 points             |
| 2e                    | Antonio Molina        | Espagne               | Caja Rural-Seguros RGA | 86 pts                |
| 3e                    | Fernando Grijalba     | Espagne               | Inteja-MMR Dominican   | 124 pts               |
| modifier              |                       |                       |                        |                       |

| \| Classement par équipes[1] \| Classement par équipes[1] \| Classement par équipes[1] \| Classement par équipes[1] \| \| \| Équipe \| Pays \| Temps \| \| ------------------------- \| -------------------------- \| ------------------------- \| ------------------------- \| \| 1re \| W52-FC Porto \| Portugal \| en 11 h 22 min 0 s \| \| 2e \| Équipe nationale de Russie \| Russie \| m.t \| \| 3e \| Rietumu-Delfin \| Lettonie \| m.t \| \| modifier \| \| \| \| |                            |          |                    |
| Classement par équipes |                            |          |                    |
| | Équipe                     | Pays     | Temps              |
| 1re | W52-FC Porto               | Portugal | en 11 h 22 min 0 s |
| 2e | Équipe nationale de Russie | Russie   | m.t                |
| 3e | Rietumu-Delfin             | Lettonie | m.t                |
| modifier |                            |          |                    |

### UCI Europe Tour
Ce Tour de La Rioja attribue des points pour l'UCI Europe Tour 2016, par équipes seulement aux coureurs des équipes continentales professionnelles et continentales, individuellement à tous les coureurs sauf ceux faisant partie d'une équipe ayant un label WorldTeam.
| Position           | 1er | 2e | 3e | 4e | 5e | 6e | 7e | 8e | 9e | 10e | 11e | 12e | 13e à 15e | 16e à 25e |
| Classement général | 125 | 85 | 70 | 60 | 50 | 40 | 35 | 30 | 25 | 20  | 15  | 10  | 5         | 3         |

## Liste des participants
- Liste de départ complète

| Légende | Légende                                                                    | Légende | Légende                                                    |
| ------- | -------------------------------------------------------------------------- | ------- | ---------------------------------------------------------- |
| Num     | Dossard de départ porté par le coureur sur ce Tour de La Rioja             | Pos     | Position à l'arrivée de la course                          |
|         | Indique un maillot de champion national ou mondial, suivi de sa spécialité | NP      | Indique un coureur qui n'a pas pris le départ de la course |
| AB      | Indique un coureur qui n'a pas terminé la course                           | HD      | Indique un coureur qui a terminé la course hors des délais |

| Orica-GreenEDGE OGE                  | Orica-GreenEDGE OGE           | Orica-GreenEDGE OGE |
| ------------------------------------ | ----------------------------- | ------------------- |
| Num                                  | Coureur                       | Pos                 |
| 1                                    | Michael Matthews (AUS)        | 1er                 |
| 2                                    | Michael Albasini (SUI)        | 60e                 |
| 3                                    | Mathew Hayman (AUS)           | 103e                |
| 4                                    | Damien Howson (AUS)           | AB                  |
| 5                                    | Christopher Juul Jensen (DEN) | 110e                |
| 6                                    | Christian Meier (CAN)         | 53e                 |
| 7                                    | Rubén Plaza (ESP)             | 83e                 |
| 8                                    | Cheung King Lok (HKG)         | 114e                |
| Directeur sportif : David McPartland |                               |                     |

| Movistar MOV                            | Movistar MOV            | Movistar MOV |
| --------------------------------------- | ----------------------- | ------------ |
| Num                                     | Coureur                 | Pos          |
| 11                                      | Carlos Betancur (COL)   | 82e          |
| 12                                      | Jesús Herrada (ESP)     | AB           |
| 13                                      | Winner Anacona (COL)    | 59e          |
| 14                                      | Giovanni Visconti (ITA) | AB           |
| 15                                      | Javier Moreno (ESP)     | 78e          |
| 16                                      | Antonio Pedrero (ESP)   | 85e          |
| 17                                      | Marc Soler (ESP)        | AB           |
| 18                                      | Rory Sutherland (AUS)   | 57e          |
| Directeur sportif : José Luis Jaimerena |                         |              |

| Caja Rural-Seguros RGA CJR                | Caja Rural-Seguros RGA CJR  | Caja Rural-Seguros RGA CJR |
| ----------------------------------------- | --------------------------- | -------------------------- |
| Num                                       | Coureur                     | Pos                        |
| 21                                        | Sergio Pardilla (ESP)       | 97e                        |
| 22                                        | David Arroyo (ESP)          | 93e                        |
| 23                                        | Carlos Barbero (ESP)        | 3e                         |
| 24                                        | Héctor Sáez (ESP)           | 90e                        |
| 25                                        | Javier Aramendia (ESP)      | 84e                        |
| 26                                        | Lluís Mas (ESP)             | 76e                        |
| 27                                        | Antonio Molina (ESP)        | 79e                        |
| 28                                        | Diego Rubio Hernández (ESP) | 24e                        |
| Directeur sportif : José Miguel Fernández |                             |                            |

| Burgos BH BUR                       | Burgos BH BUR             | Burgos BH BUR |
| ----------------------------------- | ------------------------- | ------------- |
| Num                                 | Coureur                   | Pos           |
| 31                                  | Álvaro Robredo (ESP)      | 50e           |
| 32                                  | Jorge Cubero (ESP)        | 18e           |
| 33                                  | Víctor Martín (ESP)       | 86e           |
| 34                                  | Pablo Torres (ESP)        | 81e           |
| 35                                  | Ibai Salas (ESP)          | 34e           |
| 36                                  | Jesús del Pino (ESP)      | 88e           |
| 37                                  | Juan Carlos Riutort (ESP) | 37e           |
| 38                                  | Daniel López (ESP)        | 19e           |
| Directeur sportif : Darío Hernández |                           |               |

| Euskadi Basque Country-Murias EUS | Euskadi Basque Country-Murias EUS | Euskadi Basque Country-Murias EUS |
| --------------------------------- | --------------------------------- | --------------------------------- |
| Num                               | Coureur                           | Pos                               |
| 41                                | Garikoitz Bravo (ESP)             | 11e                               |
| 42                                | Beñat Txoperena (ESP)             | 75e                               |
| 43                                | Aritz Bagües (ESP)                | 15e                               |
| 44                                | Mikel Bizkarra (ESP)              | 96e                               |
| 45                                | Imanol Estévez (ESP)              | 54e                               |
| 46                                | Eneko Lizarralde (ESP)            | 29e                               |
| 47                                | Alex Aranburu (ESP)               | 77e                               |
| 48                                | Aitor González Prieto (ESP)       | 98e                               |
| Directeur sportif : Jon Odriozola |                                   |                                   |

| Novo Nordisk TNN                      | Novo Nordisk TNN         | Novo Nordisk TNN |
| ------------------------------------- | ------------------------ | ---------------- |
| Num                                   | Coureur                  | Pos              |
| 51                                    | Javier Mejías (ESP)      | 106e             |
| 52                                    | David Lozano (ESP)       | 64e              |
| 53                                    | Stephen Clancy (IRL)     | 69e              |
| 54                                    | Andrea Peron (ITA)       | 13e              |
| 55                                    | Charles Planet (FRA)     | 72e              |
| 56                                    | Brian Kamstra (NED)      | 48e              |
| 57                                    | Martijn Verschoor (NED)  | 71e              |
| 58                                    | Kevin De Mesmaeker (BEL) | 61e              |
| Directeur sportif : Massimo Podenzana |                          |                  |

| W52-FC Porto W52                 | W52-FC Porto W52         | W52-FC Porto W52 |
| -------------------------------- | ------------------------ | ---------------- |
| Num                              | Coureur                  | Pos              |
| 61                               | Rui Vinhas (POR)         | 62e              |
| 62                               | Samuel Caldeira (POR)    | 4e               |
| 63                               | Rafael Reis (POR)        | 28e              |
| 64                               | Juan Ignacio Pérez (ESP) | 10e              |
| 65                               | João Rodrigues (POR)     | 40e              |
| 66                               | Daniel Freitas (POR)     | 5e               |
| 67                               | Ángel Sánchez (ESP)      | 109e             |
| 68                               | Raúl Alarcón (ESP)       | 55e              |
| Directeur sportif : Nuno Ribeiro |                          |                  |

| Inteja-MMR Dominican DCT              | Inteja-MMR Dominican DCT | Inteja-MMR Dominican DCT |
| ------------------------------------- | ------------------------ | ------------------------ |
| Num                                   | Coureur                  | Pos                      |
| 71                                    | Joaquín Sobrino (ESP)    | 111e                     |
| 72                                    | Rafael Márquez (ESP)     | 99e                      |
| 73                                    | Ignacio Sarabia (MEX)    | 92e                      |
| 74                                    | Diego Milán (DOM)        | 14e                      |
| 75                                    | Fernando Grijalba (ESP)  | 115e                     |
| 76                                    | Israel Nuño (ESP)        | 73e                      |
| 77                                    |                          |                          |
| 78                                    |                          |                          |
| Directeur sportif : Domènec Carbonell |                          |                          |

| Équipe nationale de Russie RUS       | Équipe nationale de Russie RUS | Équipe nationale de Russie RUS |
| ------------------------------------ | ------------------------------ | ------------------------------ |
| Num                                  | Coureur                        | Pos                            |
| 81                                   | Sergey Shilov (RUS)            | Dsq                            |
| 82                                   | Kirill Sveshnikov (RUS)        | 113e                           |
| 83                                   | Vasily Neustroev (RUS)         | 45e                            |
| 84                                   | Alexander Vdovin (RUS)         | 68e                            |
| 85                                   | Sergey Vdovin (RUS)            | 41e                            |
| 86                                   | Artem Samolenkov (RUS)         | 27e                            |
| 87                                   | Dmitri Strakhov (RUS)          | 107e                           |
| 88                                   | Vadim Zhuravlev (RUS)          | 9e                             |
| Directeur sportif : Vladimir Kolosov |                                |                                |

| Louletano-Hospital de Loulé LHL   | Louletano-Hospital de Loulé LHL | Louletano-Hospital de Loulé LHL |
| --------------------------------- | ------------------------------- | ------------------------------- |
| Num                               | Coureur                         | Pos                             |
| 91                                | Sandro Pinto (POR)              | 108e                            |
| 92                                | Francisco Cantero (ESP)         | 36e                             |
| 93                                | José de Segovia (ESP)           | 35e                             |
| 94                                | Vicente García de Mateos (ESP)  | 8e                              |
| 95                                | Rui Rodrigues (ESP)             | AB                              |
| 96                                | Samuel Magalhães (POR)          | 100e                            |
| 97                                | Micael Isidoro (POR)            | 63e                             |
| 98                                | Eloy Teruel (ESP)               | 25e                             |
| Directeur sportif : Jorge Piedade |                                 |                                 |

| Manzana Postobón MZN                          | Manzana Postobón MZN      | Manzana Postobón MZN |
| --------------------------------------------- | ------------------------- | -------------------- |
| Num                                           | Coureur                   | Pos                  |
| 101                                           | Marco Suesca (COL)        | 51e                  |
| 102                                           | Juan Pablo Villegas (COL) | 44e                  |
| 103                                           | Hernando Bohórquez (COL)  | 17e                  |
| 104                                           | Peio Goikoetxea (ESP)     | 22e                  |
| 105                                           | Tomás Restrepo (COL)      | AB                   |
| 106                                           | Sebastián Molano (COL)    | 104e                 |
| 107                                           | Wilmar Paredes (COL)      | 105e                 |
| 108                                           | Yecid Sierra (COL)        | 66e                  |
| Directeur sportif : Luis Fernando Saldarriaga |                           |                      |

| Massi-Kuwait Project KCP           | Massi-Kuwait Project KCP | Massi-Kuwait Project KCP |
| ---------------------------------- | ------------------------ | ------------------------ |
| Num                                | Coureur                  | Pos                      |
| 111                                | Rubén Caseny (ESP)       | 49e                      |
| 112                                | Axel Costa (ESP)         | 39e                      |
| 113                                | Mehdi Tigrine (BEL)      | 87e                      |
| 114                                | Marc Vilanova (ESP)      | 101e                     |
| 115                                | Jonathan Sarmiento (COL) | 80e                      |
| 116                                | Dominic Schils (GBR)     | AB                       |
| 117                                |                          |                          |
| 118                                |                          |                          |
| Directeur sportif : Josep Codinach |                          |                          |

| Rádio Popular-Boavista RPB          | Rádio Popular-Boavista RPB | Rádio Popular-Boavista RPB |
| ----------------------------------- | -------------------------- | -------------------------- |
| Num                                 | Coureur                    | Pos                        |
| 121                                 | Víctor Etxeberria (ESP)    | 94e                        |
| 122                                 | Pablo Guerrero (ESP)       | 56e                        |
| 123                                 | César Fonte (POR)          | 12e                        |
| 124                                 | David Rodrigues (POR)      | 52e                        |
| 125                                 | Ricardo Ferreira (POR)     | 43e                        |
| 126                                 | Carlos Antón Jiménez (ESP) | 16e                        |
| 127                                 | Frederico Figueiredo (POR) | 38e                        |
| 128                                 | Guillaume De Almeida (FRA) | 47e                        |
| Directeur sportif : José dos Santos |                            |                            |

| ONE                             | ONE                    | ONE  |
| ------------------------------- | ---------------------- | ---- |
| Num                             | Coureur                | Pos  |
| 131                             | Yanto Barker (GBR)     | 7e   |
| 132                             | Karol Domagalski (POL) | 30e  |
| 133                             | John Ebsen (DEN)       | 89e  |
| 134                             | George Harper (GBR)    | 74e  |
| 135                             | Richard Handley (GBR)  | 91e  |
| 136                             | James Oram (NZL)       | 70e  |
| 137                             | Dion Smith (NZL)       | 112e |
| 138                             | Peter Williams (GBR)   | 46e  |
| Directeur sportif : Philip West |                        |      |

| Rietumu-Delfin RBD                | Rietumu-Delfin RBD          | Rietumu-Delfin RBD |
| --------------------------------- | --------------------------- | ------------------ |
| Num                               | Coureur                     | Pos                |
| 141                               | Peeter Pruus (EST)          | 32e                |
| 142                               | Ēriks Toms Gavars (LAT)     | 23e                |
| 143                               | Māris Bogdanovičs (LAT)     | 6e                 |
| 144                               | Emīls Liepiņš (LAT)         | AB                 |
| 145                               | Armands Bēcis (LAT)         | 21e                |
| 146                               | Deins Kaņepējs (LAT)        | 102e               |
| 147                               | Aleksandrs Rubļevskis (LAT) | 95e                |
| 148                               | David Galarreta (ESP)       | 58e                |
| Directeur sportif : Linards Veide |                             |                    |

| Équipe nationale d'Espagne ESP        | Équipe nationale d'Espagne ESP | Équipe nationale d'Espagne ESP |
| ------------------------------------- | ------------------------------ | ------------------------------ |
| Num                                   | Coureur                        | Pos                            |
| 151                                   | Cristian Rodríguez (ESP)       | 67e                            |
| 152                                   | Juan Camacho (ESP)             | 31e                            |
| 153                                   | Jon Irisarri (ESP)             | 20e                            |
| 154                                   | Xabier San Sebastián (ESP)     | 33e                            |
| 155                                   | Diego Sevilla (ESP)            | 26e                            |
| 156                                   | Javier Ochoa González (ESP)    | 42e                            |
| 157                                   | Josu Zabala (ESP)              | 65e                            |
| 158                                   |                                |                                |
| Directeur sportif : Pascual Momparler |                                |                                |